# Castelo de Monforte del Cid
O Castelo de Monforte del Cid localiza-se no termo do município de Monforte del Cid, na província de Alicante, na comunidade autónoma da Comunidade Valenciana, na Espanha.

## História
Embora não existam dados fiáveis sobre a data de construção do castelo, sabe-se que o mesmo já havia perdido as suas funções defensivas no início do século XVI, razão pela qual uma de suas partes foi convertida em Igreja Paroquial, tendo o resto desaparecido.
Os vestígios que o recordam são muito escassos, entre os quais alguns restos das antigas muralhas adossadas ao templo.